# Ondřej Palát
Ondřej Palát (né le 28 mars 1991 à Frýdek-Místek en Tchécoslovaquie) est un joueur professionnel tchèque de hockey sur glace. Il évolue au poste d'attaquant.

## Biographie

### Carrière en club
Formé au HC Frýdek-Místek, il s'aguérit à partir de 2008 avec les équipes de jeunes du HC Vítkovice. Il est sélectionné en dixième position par les Voltigeurs de Drummondville lors de la sélection européenne 2009 de la Ligue canadienne de hockey. Il part alors en Amérique du Nord et débute dans la Ligue de hockey junior majeur du Québec. Lors du repêchage d'entrée dans la LNH 2011, il est acquis au septième tour, le 208e choix au total par le Lightning de Tampa Bay. Il passe alors professionnel avec les Admirals de Norfolk, club ferme du Lightning dans la Ligue américaine de hockey. Les Admirals remportent la coupe Calder 2012. Le 4 mars 2013, il joue son premier match dans la Ligue nationale de hockey chez les Penguins de Pittsburgh inscrivant sa première assistance. Il marque son premier but, celui de la victoire face aux Hurricanes de la Caroline le 16 mars 2013.
Il passe la saison 2013-2014 en intégralité dans la LNH et fait partie des trois finalistes du trophée Calder de la meilleure recrue de la saison avec son coéquipier Tyler Johnson et Nathan MacKinnon de l'Avalanche du Colorado.
Lors de la saison 2014-2015, il est l'un des assistants capitaine de Steven Stamkos. Il forme la ligne des Triplés avec Nikita Koutcherov et Tyler Johnson.
Il remporte la coupe Stanley en 2020 et en 2021 avec Tampa Bay.
Le 14 juillet 2022, il signe un contrat de 5 ans comme joueur autonome avec les Devils du New Jersey.

### Carrière internationale
Il représente la République tchèque au niveau international. Il prend part aux sélections jeunes.

## Statistiques

### En club
| Saison     | Équipe                      | Ligue      |     | Saison régulière | Saison régulière | Saison régulière | Saison régulière | Saison régulière |    | Séries éliminatoires | Séries éliminatoires | Séries éliminatoires | Séries éliminatoires | Séries éliminatoires |
| Saison     | Équipe                      | Ligue      | PJ  | B                | A                | Pts              | Pun              | PJ               | B  | A                    | Pts                  | Pun                  |                      |                      |
| 2009-2010  | Voltigeurs de Drummondville | LHJMQ      | 59  | 17               | 23               | 40               | 24               | 7                | 1  | 1                    | 2                    | 0                    |                      |                      |
| 2010-2011  | Voltigeurs de Drummondville | LHJMQ      | 61  | 39               | 57               | 96               | 24               | 10               | 4  | 7                    | 11                   | 6                    |                      |                      |
| 2011-2012  | Admirals de Norfolk         | LAH        | 61  | 9                | 21               | 30               | 10               | 18               | 4  | 5                    | 9                    | 6                    |                      |                      |
| 2012-2013  | Lightning de Tampa Bay      | LNH        | 14  | 2                | 2                | 4                | 0                | -                | -  | -                    | -                    | -                    |                      |                      |
| 2012-2013  | Crunch de Syracuse          | LAH        | 56  | 13               | 39               | 52               | 35               | 18               | 7  | 19                   | 26                   | 12                   |                      |                      |
| 2013-2014  | Lightning de Tampa Bay      | LNH        | 81  | 23               | 36               | 59               | 20               | 3                | 2  | 1                    | 3                    | 0                    |                      |                      |
| 2014-2015  | Lightning de Tampa Bay      | LNH        | 75  | 16               | 47               | 63               | 24               | 26               | 8  | 8                    | 16                   | 12                   |                      |                      |
| 2015-2016  | Lightning de Tampa Bay      | LNH        | 62  | 16               | 24               | 40               | 20               | 17               | 4  | 6                    | 10                   | 14                   |                      |                      |
| 2016-2017  | Lightning de Tampa Bay      | LNH        | 75  | 17               | 35               | 52               | 39               | -                | -  | -                    | -                    | -                    |                      |                      |
| 2017-2018  | Lightning de Tampa Bay      | LNH        | 56  | 11               | 24               | 35               | 6                | 17               | 6  | 6                    | 12                   | 2                    |                      |                      |
| 2018-2019  | Lightning de Tampa Bay      | LNH        | 64  | 8                | 26               | 34               | 20               | 4                | 1  | 0                    | 1                    | 2                    |                      |                      |
| 2019-2020  | Lightning de Tampa Bay      | LNH        | 69  | 17               | 24               | 41               | 22               | 25               | 11 | 7                    | 18                   | 10                   |                      |                      |
| 2020-2021  | Lightning de Tampa Bay      | LNH        | 55  | 15               | 31               | 46               | 26               | 23               | 5  | 8                    | 13                   | 10                   |                      |                      |
| 2021-2022  | Lightning de Tampa Bay      | LNH        | 77  | 18               | 31               | 49               | 20               | 23               | 11 | 10                   | 21                   | 10                   |                      |                      |
| 2022-2023  | Devils du New Jersey        | LNH        | 49  | 8                | 15               | 23               | 6                | 12               | 3  | 4                    | 7                    | 6                    |                      |                      |
| 2023-2024  | Devils du New Jersey        | LNH        | 71  | 11               | 20               | 31               | 37               | -                | -  | -                    | -                    | -                    |                      |                      |
| Totaux LNH | Totaux LNH                  | Totaux LNH | 748 | 162              | 315              | 477              | 240              | 150              | 51 | 50                   | 101                  | 66                   |                      |                      |

### En équipe nationale
| Année | Équipe                 | Compétition                  |    | PJ | B | A | Pts | Pun | +/-                                  |  | Résultat |
| 2008  | République tchèque M18 | Championnat du monde -18 ans | 5  | 6  | 2 | 8 | 2   | +5  | 1re place de la division 1, groupe A |  |          |
| 2009  | République tchèque M18 | Championnat du monde -18 ans | 6  | 1  | 0 | 1 | 2   | -2  | 6e place                             |  |          |
| 2011  | République tchèque M20 | Championnat du monde junior  | 6  | 2  | 1 | 3 | 0   | +1  | 7e place                             |  |          |
| 2014  | République tchèque     | Jeux olympiques              | 4  | 0  | 0 | 0 | 0   | 0   | 6e place                             |  |          |
| 2016  | République tchèque     | Coupe du monde               | 3  | 0  | 1 | 1 | 0   | 0   | 6e place                             |  |          |
| 2019  | Tchéquie               | Championnat du monde         | 10 | 1  | 1 | 2 | 6   | +1  | 4e place                             |  |          |
| 2024  | Tchéquie               | Championnat du monde         | 10 | 3  | 3 | 6 | 4   | +4  | Médaille d'or                        |  |          |

## Trophées et honneurs personnels

### Ligue américaine de hockey
- 2011-2012 : vainqueur de la coupe Calder avec les Admirals de Norfolk

### Ligue nationale de hockey
- 2013-2014 : sélectionné dans l'équipe d’étoiles des recrues
- 2019-2020 : vainqueur de la coupe Stanley avec le Lightning de Tampa Bay (1)
- 2020-2021 : vainqueur de la coupe Stanley avec le Lightning de Tampa Bay (2)